# Nuper in concilio
Mit der  Päpstlichen Bulle Nuper in concilio (lat.: Neulich auf dem Konzil) vom 16. Mai 1312 greift Papst Clemens V. nochmals die Verteilung der Güter des Templerordens auf.

## Erklärung
Eingangs verweist der Papst auf das, vor kurzem, abgehaltene Konzil von Vienne und erklärt nochmals, dass die Güter des Templerordens auf den Johanniterorden übertragen worden sei. Er stellt nochmals fest, dass mit der Bulle Ad providam alle Güter, des verbotenen Templerordens (Bulle Vox in excelso), auf den Johanniterorden übergegangen seien, aber deren Verwirklichung verzögere sich.
Ausgenommen von diesen Anweisungen waren die Tempelritter in Kastilien, Aragonien, Portugal und Mallorca. Diese sollen einer neuen Ordnung zugeführt werden und zur Verfügung (Disposition) des  Heiligen Stuhls stehen. Der Papst plante die Verwendung dieser neuen Ritterorden im  Heiligen Land.

## Anordnung
Clemens V. ordnet an, dass innerhalb eines Monats die Anordnungen des Heiligen Stuhls umgesetzt sein müssen. Das bedeutete, dass die innere Ordnung, die Verwaltung der Güter und Immobilien an den Johanniterorden übergeben sein mussten. Nachdrücklich ruft der Papst zum Gehorsam auf und verlangt eine unverzügliche Umsetzung seiner Anweisungen.